# Helvis di Brunswick-Grubenhagen
Helvis o Heloise di Brunswick-Grubenhagen (1353 – 1422) è stata una principessa tedesca, appartenente alla dinastia dei Brunswick-Grubenhagen, che fu regina di Cipro e Gerusalemme, e regina di Armenia.

## Biografia

### Infanzia

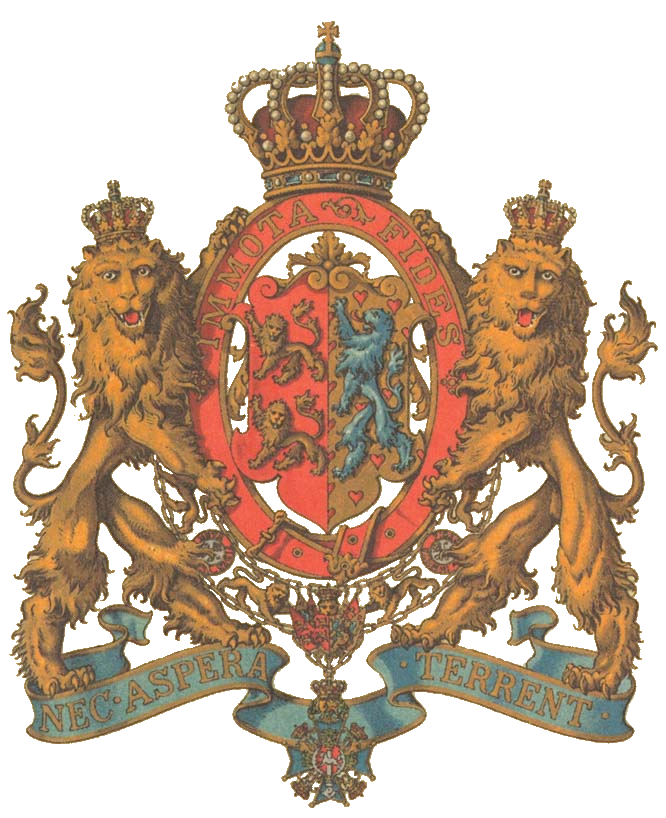
Stemma del Ducato di Brunswick-Lüneburg

Helvis nacque nel 1353, primogenita e unica figlia femmina del duca Filippo di Brunswick-Grubenhagen (circa 1332 – 4 agosto 1369 o 1370), connestabile di Gerusalemme, e della prima moglie Helisia o Alice di Dampierre, figlia di Oddone di Dampierre e Isabella di Lusignano, citati da Les familles d'outre-mer e dalla Chroniques d'Amadi et de Strambaldi. T. 1; per questo matrimonio, secondo lo storico ungherese Weyprecht Hugo von Rüdt von Collenberg era stata necessaria una dispensa papale di papa Urbano V, il 15 maggio 1365

Filippo di Brunswick-Grubenhagen, secondo la Chroniques d'Amadi et de Strambaldi. T. 1, era figlio del duca di Brunswick-Grubenhagen, Enrico II, detto il Greco.Attraverso entrambi i suoi genitori, era una lontana discendente del celebre crociato Giovanni di Ibelin. 
Helvis aveva un fratello minore, Giovanni di Brunswick-Grubenhagen, che avrebbe poi servito come ammiraglio di Cipro. 
Nel 1368, nove anni dopo la morte della madre, il padre di Helvis, Filippo, sposò Alice d'Ibelin (1305 - 1386), la regina vedova del re di Cipro, Ugo IV e madre di suo marito, Giacomo di Lusignano, per cui oltre che suocera, Alice divenne anche sua matrigna. 
Nel 1369, Helvis rimase orfana anche di padre.

### Matrimonio

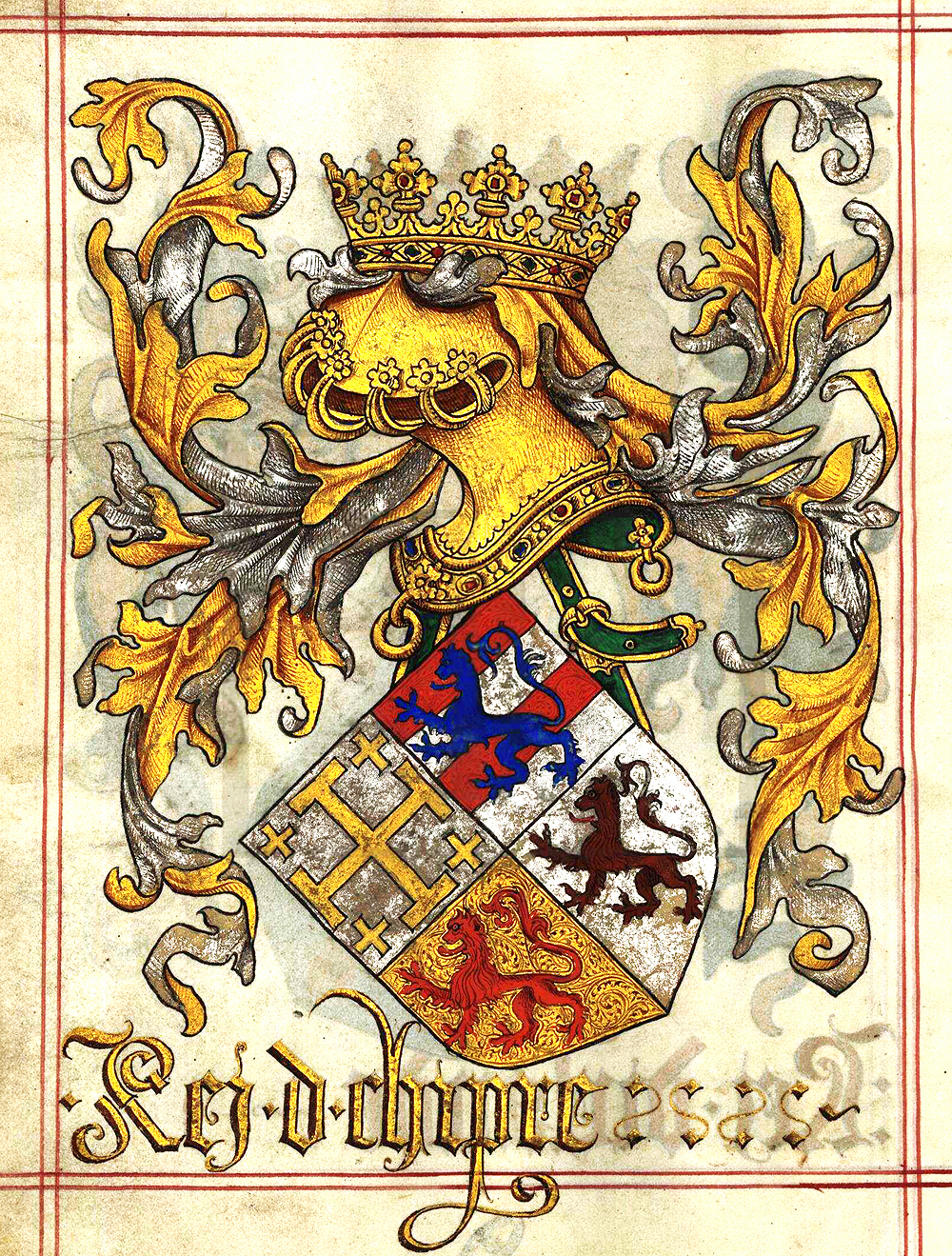
Stemma di Casa Lusignano nel Livro do Armeiro-Mor di João do Cró

Il 1 ° maggio 1365, Helvis, quando aveva 12 anni, era stata data in sposa al trentunenne, Giacomo di Lusignano, il figlio quartogenito del re di Cipro e di Gerusalemme Ugo IV (1294 – 1359) e di Alice d'Ibelin (1305 c. – 1386), che, ancora secondo Les familles d'outre-mer, che secondo la Chroniques d'Amadi et de Strambaldi. T. 1, era figlia di Guido d'Ibelin, signore del castello di Nicosia, siniscalco di Cipro e della moglie, nonché cugina, Isabella o Margherita d'Ibelin; il matrimonio viene confermato anche dalla Chroniques d'Amadi et de Strambaldi. T. 1; per questo matrimonio, secondo lo storico ungherese Weyprecht Hugo von Rüdt von Collenberg era stata necessaria una dispensa papale di papa Urbano V, il 15 maggio 1365;
Il 17 gennaio 1369, suo cognato, il re di Cipro e di Gerusalemme Pietro I, fu ucciso e decapitato, probabilmente con la complicità dei suoi stessi fratelli, sia suo marito, Giacomo che Giovanniprincipe titolare d'Antiochia e Connestabile di Cipro.
L'omicidio di Pietro viene confermato da Les familles d'outre-mer, e narrato sia dalla Chroniques d'Amadi et de Strambaldi. T. 1 che dalla Chronique de l'Île de Chypre.
A Pietro I succedette il figlio Pietro, come Pietro II, sotto la tutela della madre, Eleonora, e la reggenza dello zio, Giovanni. Suo marito, Giacomo fu co-reggente.

### Guerra a Genova e prigionia
Con l'appoggio di Papa Gregorio XI, sua cognata, Eleonora, per vendicare la morte del marito e per aiutare il figlio a regnare, invitò i genovesi ad invadere Cipro; dal momento che i Genovesi avevano interessi finanziari e commerciali su Cipro essi invasero l'isola nell'aprile 1373.
Suo marito, Giacomo, fu creato siniscalco di Cipro e, in queste funzioni, condusse la guerra contro la Repubblica di Genova nel 1373; durante l'invasione genovese, Giacomo ed il fratello Giovanni, connestabile di Cipro, resistettero agli invasori; Giacomo combatté a Kyrenia e resistette alle forze della Repubblica di Genova.
Con l'aiuto del tradimento di Giovanni di Morf, questi ultimi occuparono nel 1373 la città di Famagosta e saccheggiarono Nicosia; inoltre fecero decapitare gli assassini di Pietro I 
.
Il nipote Pietro II, firmò un trattato con i nemici, che tennero la città di Famagosta e ottennero l'espulsione di Giacomo da Cipro: finita la guerra e lasciata l'isola con una nave partita da Kyrenia, Helvis e il marito, nel 1374, raggiunsero Rodi, dove morì il suo primo figlio, una femmina, ancora in tenera età, e dove però non trovarono sostegno e vennero arrestati dai genovesi e condotti a Genova, dove Giacomo fu imprigionato, mentre Helvis, alloggiata presso una vedova, faceva lavori di cucito che poi vendeva per poter mantenere il marito nella prigione detta mal paga. 
Sapendo che il marito avrebbe tentato la fuga, Helvis si recò in Lombardia, ma quando seppe che il marito era stato catturato e messo ai ferri, fece ritorno a Genova, dove ottenne il perdono per il marito, che fu liberato dai ferri e permisero a Helvis di vivere accanto al marito, pur essendo tenuti sotto custodia in una torre. Secondo A History Of Cyprus. Volume 2. The Frankish Period, 1192 1432, il periodo di carcere duro, con trattamento di Pane e acqua, corrispose al tentativo di Pietro II di riconquistare Famagosta; inoltre la lunga prigionia dei coniugi indusse vanamente papa Gregorio XI e papa Urbano VI a richiedere alla Repubblica di Genova un miglior trattamento dei coniugi.
Fu nella torre che Helvis diede alla luce il loro primo figlio maschio, Giano, che prese il nome dal dio che era stato, secondo un'antica leggenda, il fondatore di Genova. Anche altri figli nacquero durante la sua prigionia.

### Regina di Cipro

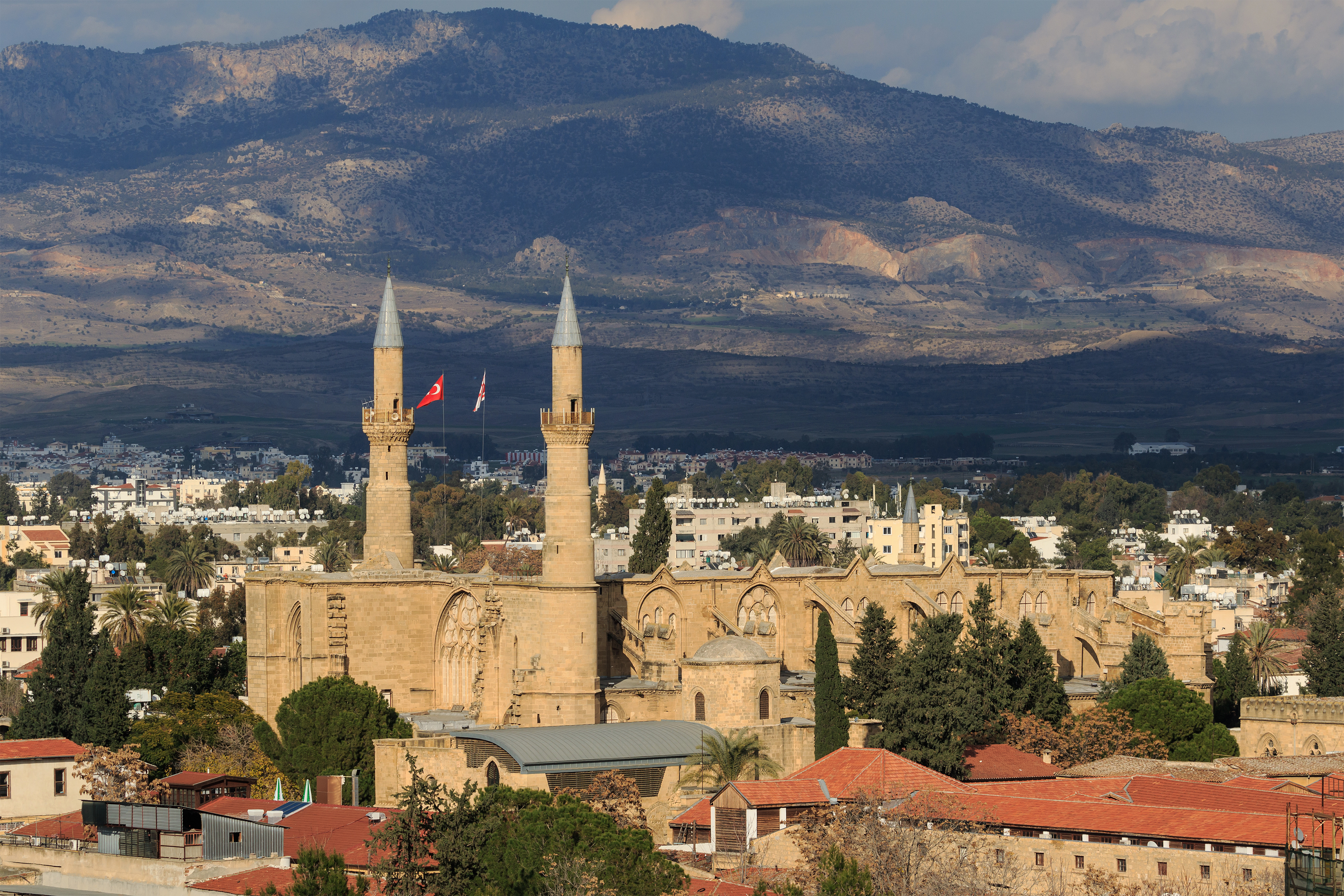
La cattedrale di Santa Sofia a Nicosia

Suo nipote, Pietro II, nel 1382 si ammalò e morì, il 13 ottobre, e fu tumulato nella chiesa di San Domenico a Nicosia; anche il Chronicon Regiense riporta la morte di Pietro II in quella data.
Sempre il Chronicon Regiense, riporta che la figlia di Pietro II, fu esclusa dalla successione e fu designato alla successione suo marito, Giacomo, che era in carcere a Genova, non rispettando le volontà di Pietro II che aveva concordato con il cugino Giacomo di Lusignano, figlio di Giovanni, il matrimonio con la propria sorella, Margherita o Maria, con la promessa che alla sua morte gli sarebbe succeduto.
Giacomo divenne re di Cipro; anche se lui e Helvis erano ancora tenuti in cattività. Finalmente, dopo molte trattative e molte concessioni ai Genovesi, che finirono per portare il suo regno alla rovina finanziaria, Giacomo e Helvis furono rilasciati dal carcere e, nel 1385, tornarono a Cipro e si recarono a Nicosia, dove vennero accolti con grande entusiasmo.
Giacomo venne incoronato nel maggio 1385 nella cattedrale di Santa Sofia ed in seguito venne incoronato re di Gerusalemme nel 1389. 
Nel 1390, Giacomo riscattò il proprio figlio, Giano, che era ancora prigioniero a Genova, per 800.000 bisanti.
Nel 1393, era morto a Parigi, il re armeno di Cilicia, Leone VI e Giacomo, in quanto parente più prossimo fece richiesta di succedergli e assunse il titolo di re armeno di Cilicia che gli venne assegnato formalmente nel 1396, e da allora i re di Cipro furono chiamati: re di Gerusalemme, Cipro e Armenia, come riporta la Chronique de l'Île de Chypre; Helvis divenne regina di Gerusalemme, Cipro e Armenia, fino alla morte di Giacomo, il 20 settembre 1398, e fu tumulato nella chiesa di San Domenico a Nicosia; a Giacomo I succedette il figlio primogenito, Giano, che fu incoronato l'11 novembre di quello stesso anno.

### Morte
Helvis morì nel 1422, e fu sepolta nella chiesa di San Domenico di Nicosia, accanto al marito, Giacomo.

## Discendenza
Helvis a Giacomo I di Cipro diede dodici figli:
- Giano[40] (1375-1432), successore del padre, re di Gerusalemme, Cipro e Armenia[36];
- Filippo (†  circa 1430 o 1428/1432), connestabile di Cipro[40]; non si sposò mai, ma ebbe un figlio naturale:
  - Lancillotto (†  dopo il 1450), cardinale e patriarca latino di Gerusalemme e cardinale;
- Enrico (†  7 luglio 1426), principe titolare di Galilea[40], comandante militare in Egitto, ucciso in battaglia a Choirokoitia; nel 1406 circa sposò la cugina Eleonora di Lusignano (m. circa 1414), nipote di Giovanni di Lusignano e della seconda moglie Alice d'Ibelin, da cui non ebbe discendenza; ebbe invece tre figli illegittimi;
- Eudes o Oddone († Palermo, 1421), siniscalco titolare di Gerusalemme, fu al servizio dei re d'Aragona e, probabilmente, il 19 marzo 1406 sposò la cugina Loysia di Lusignano, nipote anch'essa di Giovanni e Alice d'Ibelin, da cui non ebbe discendenza; morì per le ferite riportate nell'assedio di Bonifacio, durante la spedizione di Alfonso il Magnanimo contro Sardegna e Corsica; è sepolto a Palermo, nella chiesa di San Domenico;
- Ugo († Genova, agosto 1442), reggente di Cipro e cardinale arcivescovo di Nicosia[40];
- Guido († prima del 1396), connestabile di Cipro; morto giovane[40];
- figlia femmina († Rodi, 1374), morta in giovane età;
- Giacoma (†  circa 1397 o 1396/1398), non si sposò e non ebbe discendenza;
- Eschive (†  dopo il 1406), che non si sposò[41];
- Maria (Genova, 1381 – Napoli, 4 settembre 1404), il 12 febbraio 1403 sposò il re Ladislao I, re di Napoli e Gerusalemme, Ungheria e Dalmazia[40]; non ebbe discendenza;
- Agnese[41] (1382 circa – Venasco, 1º marzo 1459), fu badessa di Wunstorf;
- Isabella (†  dopo il 1415), nel 1415 sposò il cugino Pietro di Lusignano, conte titolare di Tripoli, reggente di Cipro, connestabile e siniscalco titolare di Gerusalemme (m. 10 febbraio 1451), nipote di Giovanni di Lusignano e della seconda moglie Alice d'Ibelin[41]; non ebbe discendenza.

## Ascendenza
|                                    |                        |                              | Genitori                        |  |  | Nonni |  |  | Bisnonni                       |  |  | Trisnonni                       |  |
|                                    |                        |                              |                                 |  |  |       |  |  | Enrico I di Brunswick-Lüneburg |  |  | Alberto I di Brunswick-Lüneburg |  |
|                                    |                        |                              |                                 |  |  |       |  |  | Enrico I di Brunswick-Lüneburg |  |  | Alberto I di Brunswick-Lüneburg |  |
|                                    |                        | Alessia del Monferrato       |                                 |  |  |       |  |  | Enrico I di Brunswick-Lüneburg |  |  |                                 |  |
| Enrico II di Brunswick-Grubenhagen |                        |                              |                                 |  |  |       |  |  | Enrico I di Brunswick-Lüneburg |  |  |                                 |  |
|                                    |                        | Agnese di Meißen             | Alberto II di Meißen            |  |  |       |  |  |                                |  |  |                                 |  |
|                                    |                        | Agnese di Meißen             | Alberto II di Meißen            |  |  |       |  |  |                                |  |  |                                 |  |
|                                    |                        | Agnese di Meißen             | Margherita di Sicilia           |  |  |       |  |  |                                |  |  |                                 |  |
| Filippo di Brunswick-Grubenhagen   |                        | Agnese di Meißen             |                                 |  |  |       |  |  |                                |  |  |                                 |  |
|                                    |                        | Filippo d'Ibelin             | Guido d'Ibelin                  |  |  |       |  |  |                                |  |  |                                 |  |
|                                    |                        | Filippo d'Ibelin             | Guido d'Ibelin                  |  |  |       |  |  |                                |  |  |                                 |  |
|                                    |                        | Filippo d'Ibelin             | Filippa Berlais                 |  |  |       |  |  |                                |  |  |                                 |  |
| Eloisa d'Ibelin                    |                        | Filippo d'Ibelin             |                                 |  |  |       |  |  |                                |  |  |                                 |  |
|                                    |                        | Maria Embriaco di Gibelletto | Guido II Embriaco di Gibelletto |  |  |       |  |  |                                |  |  |                                 |  |
|                                    |                        | Maria Embriaco di Gibelletto | Guido II Embriaco di Gibelletto |  |  |       |  |  |                                |  |  |                                 |  |
|                                    |                        | Maria Embriaco di Gibelletto | Margherita de Grenier di Sidone |  |  |       |  |  |                                |  |  |                                 |  |
| Helvis di Brunswick-Grubenhagen    |                        | Maria Embriaco di Gibelletto |                                 |  |  |       |  |  |                                |  |  |                                 |  |
|                                    | Gualtiero di Dampierre | Oddone di Dampierre          |                                 |  |  |       |  |  |                                |  |  |                                 |  |
|                                    | Gualtiero di Dampierre | Oddone di Dampierre          |                                 |  |  |       |  |  |                                |  |  |                                 |  |
|                                    | Gualtiero di Dampierre | Alice d'Ibelin               |                                 |  |  |       |  |  |                                |  |  |                                 |  |
| Oddone di Dampierre                | Gualtiero di Dampierre |                              |                                 |  |  |       |  |  |                                |  |  |                                 |  |
|                                    |                        | Eschiva d'Ibelin             | Filippo d'Ibelin                |  |  |       |  |  |                                |  |  |                                 |  |
|                                    |                        | Eschiva d'Ibelin             | Filippo d'Ibelin                |  |  |       |  |  |                                |  |  |                                 |  |
|                                    |                        | Eschiva d'Ibelin             | Simona di Montbéliard           |  |  |       |  |  |                                |  |  |                                 |  |
| Helvis di Dampierre                |                        | Eschiva d'Ibelin             |                                 |  |  |       |  |  |                                |  |  |                                 |  |
|                                    |                        | Guido di Lusignano           | Ugo III di Cipro                |  |  |       |  |  |                                |  |  |                                 |  |
|                                    |                        | Guido di Lusignano           | Ugo III di Cipro                |  |  |       |  |  |                                |  |  |                                 |  |
|                                    |                        | Guido di Lusignano           | Isabella d'Ibelin               |  |  |       |  |  |                                |  |  |                                 |  |
| Isabella di Lusignano              |                        | Guido di Lusignano           |                                 |  |  |       |  |  |                                |  |  |                                 |  |
|                                    |                        | Eschiva d'Ibelin             | Giovanni d'Ibelin di Beirut     |  |  |       |  |  |                                |  |  |                                 |  |
|                                    |                        | Eschiva d'Ibelin             | Giovanni d'Ibelin di Beirut     |  |  |       |  |  |                                |  |  |                                 |  |
|                                    |                        | Eschiva d'Ibelin             | Alice di la Roche sur l'Ognon   |  |  |       |  |  |                                |  |  |                                 |  |
|                                    |                        | Eschiva d'Ibelin             |                                 |  |  |       |  |  |                                |  |  |                                 |  |

### Fonti primarie
- (LA)  Rerum Italicarum scriptores, tomus XVIII.
- (IT)  Chroniques d'Amadi et de Strambaldi. T. 1.
- (IT)  Chronique de l'Île de Chypre.

### Letteratura storiografica
- (FR)  Les familles d'outre-mer.
- (EN)  A History Of Cyprus. Volume 2. The Frankish Period, 1192 1432.